# 헌터 패리시
헌터 패리시(Hunter Parrish, 1987년 5월 13일 ~ )는 미국의 배우 및 가수이다. 드라마 《위즈》의 실라스 보트윈 역으로 잘 알려져 있다.

## 생애
패리시는 버지니아주 리치먼드에서 태어나 텍사스주 플레이노에서 자랐다. 패리시의 어머니 애니 패리시(Annie Parrish)는 자폐아를 위해 일하며, 아버지 브루트 타프(Bruce Tharp)는 엔지니어이다. 패리시는 플레이노 고등학교와 텍사스 테크 대학교를 졸업하였다. 패리시는 또한 자유주의 신학자이다.

## 경력
패리시는 《CSI: 과학수사대》, 《성범죄수사대: SVU》과 같은 여러 TV 시리즈에 게스트로 출연하기 시작하였다. 패리시는 《위즈》에서 주연을 맡아 2005년부터 2012년까지 7년간 계속 등장하였다. 2008년 8월 11일부터 2009년 1월 18일까지 패리시는 브로드웨이 뮤지컬인 《스프링 어쿼닝》에서 Melchior Gabor 역을 맡아 뉴욕의 유진 오닐 극장에서 뮤지컬을 하기도 했다. 또한, 2011년 10월 13일부터 2012년 4월 15일까지 브로드웨이 뮤지컬인 《갓스펠》에서도 뮤지컬을 하였다. 패리시는 영화 《헝거 게임: 판엠의 불꽃》 피타 멜라크 역할에 오디션을 봤으나, 결국 조시 허처슨이 이 역할을 맡게 되었다.

## 음악 활동
패리시는 6곡이 수록된 Guessing Games라는 EP 음반을 발매하였다.

## 출연 작품
| 연도      | 제목               | 역할                    | 비고                                           |
| --------- | ------------------ | ----------------------- | ---------------------------------------------- |
| 2004      | 소녀들의 비밀파티  | Lance Gregory           |                                                |
| 2005      | Steal Me           | Tucker                  |                                                |
| 2005      | Premonition        | Charlie                 |                                                |
| 2005      | 다운 인 더 밸리    | Kris                    |                                                |
| 2006      | 런어웨이 버케이션  | Earl Gornicke           |                                                |
| 2007      | 프리덤 라이터스    | Ben Samuels             |                                                |
| 2009      | 17 어게인          | Stan                    |                                                |
| 2009      | 페이퍼 맨          | Bryce                   |                                                |
| 2009      | 사랑은 너무 복잡해 | Luke Adler              |                                                |
| 2012      | 로스트             | Trey                    |                                                |
| 2017      | 올 나잇터          |                         |                                                |
| 연도      | 제목               | 역할                    | 비고                                           |
| 2003      | 가디언             | Hank                    | "The Father-Daughter Dance"                    |
| 2005      | 썸머랜드           | Tracy Hart              | "The Pleiades"                                 |
| 2005      | CSI: 과학수사대    | Jeremy McBride          | "Gum Drops"                                    |
| 2005–2012 | 위즈               | Silas Botwin            | 주연                                           |
| 2006      | 인 저스티스        | Kevin Rounder           | "Confessions"                                  |
| 2006      | 클로스 투 홈       | Jay Stratton            | "A House Divided"                              |
| 2006      | 캠퍼스 레이디스    | Student Health employee | "Webcam"                                       |
| 2007      | 성범죄수사대: SVU  | Jordan Owens            | "Responsible"                                  |
| 2010      | 배트맨 더 브레이브 | 키드 플래시, 지오 포스  | 목소리 출연, "Requiem For a Scarlet Speedster" |
| 2011      | 파운드 퍼피스      | Tundra                  | 목소리 출연, "Snow Problem"                    |